# Bradyctena
Bradyctena là một chi bướm đêm thuộc họ Geometridae.

## Các loài
- Bradyctena trychnoptila (Turner, 1906)